# Batalla de Froeschwiller (1793)
La Batalla de Froeschwiller se libró entre el 18 y el 22 de diciembre de 1793 cuando los ejércitos republicanos franceses dirigidos por Lazare Hoche y Charles Pichegru atacaron un ejército austríaco de los Habsburgo comandado por Dagobert Sigmund von Wurmser. El día 18, un ataque francés hizo retroceder a los austriacos una corta distancia. Después de más combates, un poderoso asalto el día 22 obligó a todo el ejército austríaco a retirarse a Wissembourg. La acción ocurrió durante la Guerra de la Primera Coalición, parte de las Guerras de la Revolución Francesa. Frœschwiller es un pueblo en el departamento de Bajo-Rin de Francia, situado a unos 50 kilómetros (31 millas) al norte de Estrasburgo.
La victoria del Austria en la Primera Batalla de Wissembourg amenazó con invadir el territorio de Alsacia. Hoche asumió el mando del Ejército del Mosela y atacó al ejército prusiano en la Batalla de Kaiserslautern sin éxito. Sin embargo, los franceses aprovecharon la falta de cooperación entre los prusianos y sus aliados austriacos. Hoche envió 12,000 tropas bajo Alexandre Camille Taponier a través de las montañas de los Vosgos para atacar el flanco derecho de Wurmser en Frœschwiller. El 22 de diciembre, Hoche lanzó un asalto exitoso con cinco divisiones, mientras que el Ejército del Rin de Pichegru atacó Wurmser desde el sur. La Segunda Batalla de Wissembourg del 25 al 26 de diciembre decidiría el destino de Alsacia.